# Egyptian Premier League 1953/54
Die Egyptian Premier League 1953/54 war die fünfte Saison der Egyptian Premier League, der höchsten ägyptischen Meisterschaft im Fußball. Meister wurde zum fünften Mal in Folge al Ahly SC, Absteiger war Al-Sekka Al-Hadid. Nicht mehr in der höchsten Spielklasse vertreten war Port Fuad, neu in der Liga war Olympic El Qanah FC. der in der Vorsaison mit 3,47 Toren pro Spiel aufgestellte ägyptische Rekord wurde mit 3,7 Toren pro Spiel um 0,23 Tore pro Spiel überboten.

## Teilnehmende Mannschaften
Folgende zehn Mannschaften nahmen in der Saison 1953/54 an der Egyptian Premier League teil. Wie zuvor kamen drei Mannschaften aus Alexandria, je zwei Mannschaften aus Gizeh und Kairo sowie eine aus Port Said. Aus Port Fuad kam erstmals keine Mannschaft und aus Ismailia kamen erstmals zwei Mannschaften.
| Mannschaft             | Ort        | Stadion                             | Kapazität     |
| ---------------------- | ---------- | ----------------------------------- | ------------- |
| al Ahly SC             | Kairo      | Cairo International Stadium         | 74.100        |
| al-Ittihad Al-Sakndary | Alexandria | Alexandria Stadium                  | 13.660        |
| al-Masry               | Port Said  | Port-Said-Stadion                   | 22.000        |
| Al-Sekka Al-Hadid      | Kairo      | Sekka El Hadeed-Stadion             | 25.000        |
| Al Teram               | Alexandria |                                     |               |
| al Zamalek SC          | Gizeh      | Cairo International Stadium         | 74,100        |
| El-Olympi              | Alexandria | Alexandria Stadium                  | 13.660        |
| Ismaily SC             | Ismailia   | Ismailia Stadium                    | 18.525        |
| Olympic El Qanah FC    | Ismailia   | Ismailia Stadium Suez Canal Stadium | 18.525 10.000 |
| Tersana SC             | Gizeh      | Mit Okba Stadium                    | 15.000        |

## Modus
Alle zehn Mannschaften spielen je zweimal gegeneinander.

## Tabelle
| Pl.             | Verein                  | Sp. | S  | U | N  | Tore    | Diff. | Punkte |
| --------------- | ----------------------- | --- | -- | - | -- | ------- | ----- | ------ |
| 1.              | al Ahly SC (M, C)       | 18  | 11 | 4 | 3  | 044:270 | +17   | 26:10  |
| 2.              | al Zamalek SC           | 18  | 9  | 6 | 3  | 043:230 | +20   | 24:12  |
| 3.              | Tersana SC              | 18  | 10 | 1 | 7  | 054:370 | +17   | 21:15  |
| 4.              | Ismaily SC              | 18  | 7  | 4 | 7  | 037:380 | −1    | 18:18  |
| 5.              | al-Masry                | 18  | 5  | 7 | 6  | 023:270 | −4    | 17:19  |
| 6.              | al-Ittihad Al-Sakndary  | 18  | 5  | 7 | 6  | 027:340 | −7    | 17:19  |
| 7.              | Olympic El Qanah FC (N) | 18  | 7  | 2 | 9  | 030:300 | ±0    | 16:20  |
| 8.              | Al Teram                | 18  | 6  | 4 | 8  | 025:310 | −6    | 16:20  |
| 9.              | El-Olympi               | 18  | 5  | 3 | 10 | 033:480 | −15   | 13:23  |
| 10.             | Al-Sekka Al-Hadid       | 18  | 4  | 4 | 10 | 017:380 | −21   | 12:24  |
| Stand: Endstand |                         |     |    |   |    |         |       |        |

| (M) | Amtierender Meister     |
| (C) | Amtierender Pokalsieger |
| (N) | Neuaufsteiger           |

## Spiele
Die Ergebnisse der Meistermannschaft al Ahly SC aus Kairo sind bekannt:
| Gegner                 | Hinspiel | Rückspiel |
| ---------------------- | -------- | --------- |
| Farouq Club            | 1:1      | 4:2       |
| Tersana SC             | 3:1      | 1:3       |
| El-Olympi              | 5:0      | 3:3       |
| al-Masry               | 1:1      | 3:2       |
| al-Ittihad Al-Sakndary | 2:2      | 5:0       |
| Ismaily SC             | 0:2      | 1:0       |
| Al-Sekka Al-Hadid      | 3:2      | 3:1       |
| Al Teram               | 1:2      | 2:1       |
| Olympic El Qanah FC    | 4:3      | 2:1       |